# Florentin Pera
Florentin Constantin Pera (født. 18. november 1979) er en rumænsk håndboldtræner, der er cheftræner for ligaklubben CS Gloria Bistrița-Năsăud og landstræner for Rumæniens kvindehåndboldlandshold. Han blev ansat i 2022, efter at have haft succesfulde jobs i CS Universitatea Cluj-Napoca, HC Dunărea Brăila,  SCM Râmnicu Vâlcea og CSKA Moskva.
Han var tidligere assistenttræner på landsholdet under Gheorghe Tadici. fra 2012 til 2015.